# Jaime Azcona
Jaime Azcona Flamen (Pamplona, España) es un piloto de rally español, actualmente retirado, que compitió en el Campeonato de España de Rally, destacando en el panorama nacional en los años 90. Es hermano del también piloto de rallyes Javier Azcona. Fue piloto oficial Peugeot, marca con la que corrió gran parte de su vida, y su principal copiloto fue Julius Billmaier.
Comenzó su andadura en competiciones regionales, ganando la Copa Marbella Astur-Cántabro-Vasca y posteriormente saltando al nacional en 1991 corriendo con un Peugeot 205 GTI de su propio hermano. En 1992 compitió en el equipo de la revista "Auto Hebdo Sport" con un 205 rallye, para luego cambiarse a un Peugeot 106 XSI, logrando el Desafío Peugeot frente a otros pilotos, como Sergio Vallejo o David Guixeras.
Al año siguiente pasa a formar parte del equipo oficial Peugeot junto a Borja Moratal como jefe de equipo y teniendo a David Guixeras como compañero. En 1995 su compañero fue Sergio Vallejo, que había ganado el Desafío Peugeot el año anterior. En 1996 Moratal le confía un Peugeot 306 del grupo A, con el que ganaría en el Rally de Cantabria y en el Rally de Avilés, aunque tras una salida de carretera en el Rally Villa de Llanes y varios abandonos por avería mecánica termina cediendo el título nacional a Luis Climent, que competía con un Citroën ZX.
En 1997 Azcona se hace con un Peugeot 306 Maxi, con las últimas evoluciones de los Kit Car, pero tampoco consigue hacerse con el título nacional, año en que dominaría Jesús Puras con su Citroën ZX Kit Car. En la última prueba del año, el Rally de Madrid, donde fue superado por su propio compañero de equipo, Manuel Muniente, y Borja Moratal decide sustituirlo por el piloto catalán.
Tras no continuar en la estructura de la marca del león, Jaime estuvo a punto de cerrar un acuerdo para correr como piloto oficial Renault en 1998, pero finalmente esa opción no cuajó y abandonó su carrera como piloto para terminar sus estudios de ingeniería.

## Palmarés

### Victorias en el Campeonato de España
|   | Año  | Rally               | Copiloto     | Automóvil          |
| - | ---- | ------------------- | ------------ | ------------------ |
| 1 | 1994 | Rally de La Coruña  | J. Billmaier | Peugeot 106 Rallye |
| 2 | 1996 | Rally de Cantabria  | J. Billmaier | Peugeot 306 16v    |
| 3 | 1996 | Rally de Avilés     | J. Billmaier | Peugeot 306 16v    |
| 4 | 1997 | Rally de Avilés     | J. Billmaier | Peugeot 306 Maxi   |
| 5 | 1997 | Rally Sierra Morena | J. Billmaier | Peugeot 306 Maxi   |
| 6 | 1997 | Rally Rias Baixas   | J. Billmaier | Peugeot 306 Maxi   |